# Le Vrai du faux (film, 2014)
Ne pas confondre avec Le Vrai du faux sorti en 2023.
Pour plus de détails, voir Fiche technique et Distribution.
Le Vrai du faux est un film québécois réalisé par Émile Gaudreault et sorti en 2014. Le film est inspiré de la pièce Au Champ de Mars de Pierre-Michel Tremblay, co-scénariste du film.

## Synopsis
Le Vrai du faux est une comédie dramatique sur le thème du trouble de stress post-traumatique, éprouvé par un soldat ayant vécu la Guerre d'Afghanistan de retour au pays.

## Fiche technique
- Titre original : Le Vrai du faux
- Titre anglais : Real Lies
- Réalisation : Émile Gaudreault
- Scénario : Émile Gaudreault et Pierre-Michel Tremblay, d'après la pièce Au Champ de Mars de ce dernier
- Musique : FM Le Sieur
- Direction artistique : David Pelletier
- Costumes : Ginette Magny
- Maquillage : Diane Simard
- Coiffure : Réjean Goderre
- Photographie : Bernard Couture
- Son : Marie-Claude Gagné, Claude La Haye, Bernard Gariépy Strobl
- Montage : Jean-François Bergeron
- Production : Denise Robert, Daniel Louis
- Société de production : Cinémaginaire
- Sociétés de distribution : Les Films Séville
- Budget : 6,5 millions $ CA[3]
- Pays d'origine :  Canada
- Langue originale : français
- Format : couleur — format d'image : 2,35:1
- Genre : comédie dramatique
- Durée : 105 minutes
- Lieu de tournage : Montréal, Thetford Mines
- Dates de sortie :
  - Canada : 16 juin 2014 (première à la Place des Arts de Montréal)[4]
  - Canada : 9 juillet 2014 (sortie en salle au Québec)
  - Canada : 25 novembre 2014 (DVD)
- Classification :
  - Québec : Visa général (Déconseillé aux jeunes enfants)[5]

## Distribution
- Stéphane Rousseau : Marco Valois
- Mathieu Quesnel : Éric Lebel
- Julie Le Breton : Rachel Duguay
- Guylaine Tremblay : Line Lebel
- Normand D'Amour : Jacques Lebel
- Charles-Alexandre Dubé : Antoine Lavassani
- Marie-Ève Milot : Sara
- Catherine De Léan : Marie-Claude
- Sonia Vachon : Mme Turcotte
- Caroline Dhavernas : Isabelle Lauzon
- Yan England : Marc-André Dupuis
- Jeff Boudreault : policier à l'usine
- Antoine Vézina : policier à l'usine
- Norman Helms : agent de sécurité de l'usine
- Paul Arcand : lui-même (voix)
- Denis Lévesque : lui-même
- Marie-France Bazzo : elle-même
- Anthony Lemke : conjoint de Rachel Duguay
- Roger La Rue : fan de 50 ans
- Lise Roy : fan de 50 ans

## Lauréat
- Prix Aurore de 2015 :
  - meilleur pire accessoire - La bizoune de Mathieu Quesnel
  - <<Ah ben! R'garde donc qui c'est qui est là!>> attribué à une personnalité publique qui fait un caméo percutant dans un film cette année - Marie-France Bazzo & Denis Lévesque